# Nitroalmidón
El nitrato de almidón, nitroalmidón o explosivo H conocido también como nitrostarch, es un compuesto explosivo destructor que arde bajo el efecto de una llama, pero que explota por el efecto de una onda de choque, es un explosivo secundario similar a la nitrocelulosa, producido por la nitración del almidón por una mezcla de ácido sulfúrico y ácido nítrico (mezcla "sulfonítrica").
Debido a la similitud entre el almidón y la celulosa, la reacción química involucrada sigue la misma ecuación básica para la producción de nitrocelulosa:
2 HNO3 + C6H10O5 → C6H8(NO2)2O5 + 2 H2O

## Historia
El nitroalmidón fue descubierto en 1883 por H. Barconnot.
Es el resultado de la nitración del almidón por una solución de ácido sulfúrico concentrado y de ácido nítrico concentrado.
A menudo se usaba en las granadas de mano durante la Primera Guerra Mundial.

## Características
El nitroalmidón tiene una potencia de onda de choque ligeramente inferior al del T.N.T pero más potente que el TATP.
Su presentación viene desde un polvo blanco hasta amarillento (un poco parecido al RDX) pero se puede plastificar como el C-4.
Debe ser activado por un explosivo primario.